# Міхеєшть (комуна, Вилча)
Міхеєшть, Міхеєшті (рум. Mihăești) — комуна у повіті Вилча в Румунії. До складу комуни входять такі села (дані про населення за 2002 рік):
- Арсанка (258 осіб)
- Бирсешть (656 осіб)
- Булета (949 осіб)
- Вулпуєшть (398 осіб)
- Говора (362 особи)
- Гурішоара (553 особи)
- Мегура (623 особи)
- Мунтень (253 особи)
- Міхеєшть (693 особи)
- Негрень (372 особи)
- Руджету (233 особи)
- Скерішоара (425 осіб)
- Ступерей (605 осіб)

Комуна розташована на відстані 160 км на північний захід від Бухареста, 14 км на південний захід від Римніку-Вилчі, 84 км на північний схід від Крайови, 128 км на південний захід від Брашова.

## Населення
За даними перепису населення 2002 року у комуні проживали 6380 осіб.
Національний склад населення комуни:
| Національність | Кількість осіб | Відсоток |
| -------------- | -------------- | -------- |
| румуни         | 6292           | 98,6%    |
| цигани         | 83             | 1,3%     |
| українці       | 4              | 0,1%     |
| угорці         | 1              | < 0,1%   |

Рідною мовою назвали:
| Мова       | Кількість осіб | Відсоток |
| ---------- | -------------- | -------- |
| румунська  | 6325           | 99,1%    |
| циганська  | 49             | 0,8%     |
| українська | 5              | 0,1%     |
| угорська   | 1              | < 0,1%   |

Склад населення комуни за віросповіданням:
| Релігія       | Кількість осіб | Відсоток |
| ------------- | -------------- | -------- |
| православні   | 6376           | 99,9%    |
| римо-католики | 2              | < 0,1%   |
| п'ятдесятники | 2              | < 0,1%   |

## Зовнішні посилання
- Дані про комуну Міхеєшть на сайті Ghidul Primăriilor